# Ferrari 150° Italia
Ferrari 150° Italia foi o modelo de carro de corrida da equipe Ferrari para a temporada 2011 de Fórmula 1. O modelo foi apresentado no dia 28 de janeiro, em cerimônia realizada na sede da equipe em Maranello, na Itália. O nome foi escolhido em homenagem aos 150 anos da Unificação Italiana. Originalmente, o carro era chamado de F150, no entanto, a Ferrari fez a mudança após uma ação judicial movida pela Ford, em função de o nome do carro ser o mesmo de uma de suas picapes.
A equipe italiana adotou a asa traseira móvel, que está liberada, de acordo com o regulamento da temporarada, em tentativas de ultrapassagens, e trouxe o Kers de volta, agora mais leve e eficiente. A altura do bico aumentou para tentar ajudar a melhorar a passagem do fluxo de ar para as partes traseiras do carro. Os "chifres" lançados em 2009 foram retirados, a tampa do motor recebeu um desenho mais convencional. Condutores do chassi: Fernando Alonso e Felipe Massa.

## Resultados[3]
(legenda) (em itálico indica volta mais rápida)
| Ano  | Chassi      | Motor          | Pneus | N° | Pilotos         | 1   | 2   | 3   | 4   | 5   | 6   | 7   | 8   | 9   | 10  | 11  | 12  | 13  | 14  | 15  | 16  | 17  | 18  | 19  | Pontos | Posição |  |
| ---- | ----------- | -------------- | ----- | -- | --------------- | --- | --- | --- | --- | --- | --- | --- | --- | --- | --- | --- | --- | --- | --- | --- | --- | --- | --- | --- | ------ | ------- |  |
|      |             |                |       |    |                 |     |     |     |     |     |     |     |     |     |     |     |     |     |     |     |     |     |     |     |        |         |  |
|      |             |                |       |    |                 | AUS | MAL | CHN | TUR | ESP | MON | CAN | EUR | GBR | GER | HUN | BEL | ITA | SIN | JPN | KOR | IND | ABD | BRA |        |         |  |
| 2011 | 150° Italia | Ferrari 056 V8 | P     | 5  | Fernando Alonso | 4   | 6   | 7   | 3   | 5   | 2   | Ret | 2   | 1   | 2   | 3   | 4   | 3   | 4   | 2   | 5   | 3   | 2   | 4   | 375    | 3º      |  |
| 2011 | 150° Italia | Ferrari 056 V8 | P     | 6  | Felipe Massa    | 7   | 5   | 6   | 11  | Ret | Ret | 6   | 5   | 5   | 5   | 6   | 8   | 6   | 9   | 7   | 6   | Ret | 5   | 5   | 375    | 3º      |  |